# De Cantilupe
de Cantilupe (anticamente Cantelow, Cantelou, Canteloupe, ecc., latinizzato in de Cantilupo o di Cantilupo), è il nome di una nobile famiglia di origine normanna stanziata in Inghilterra dopo la conquista, alcuni membri della quale furono:
- William I de Cantilupe (†1239), barone e amministratore del Re inglese, anglo-normanno
- William II de Cantilupe († 1251), possidente e amministratore del Re inglese, anglo-normanno
- William III de Cantilupe († 1254), signore di Abergavenny, conte grazie ai diritti di sua moglie, Eva de Braose
- Walter de Cantilupe († 1266), vescovo dell'antica diocesi di Worcester
- George de Cantilupe (1251–1273), signore di Abergavenny nelle Marche gallesi del sud sotto Edoardo I d'Inghilterra
- Thomas de Cantilupe (1218–1282), lord cancelliere d'Inghilterra e vescovo dell'antica diocesi di Hereford; proclamato santo da papa Giovanni XXII nel 1320